# Флорян-при-Горнєм Граду
Флорян-при-Горнєм Граду (словен. Florjan pri Gornjem Gradu) — поселення в общині Горній Град, Савинський регіон, Словенія. Висота над рівнем моря: 775,1 м. 